# Linda Wallem
Linda Wallem (Madison, 29 mei 1961) is een Amerikaanse actrice, schrijfster en producer. Ze is geboren in Madison, en opgegroeid in Rockford.

## Achtergrond
Linda begon haar carrière als cabaretier, samen met Peter Tolan, als het duo Wallem & Tolan. Talentzoeker Martin Charnin ontdekte het talent van de twee en al gauw hadden ze een eigen show, genaamd Laughing Matters in 1989. Toen het duo uit elkaar ging, begon Linda met schrijven. Kort daarop had ze twee optredens als actrice, met als rol een serveerster. In de film Sleepless in Seattle, is Linda de serveerster die Meg Ryan bedient, en in de televisieserie Seinfeld, speelde ze een serveerster die weigerde een grote salade rond te brengen. Kinderen kennen haar vooral door het inspreken van kinderprogramma's, zoals Rocko's Modern Life en Virginia Wolfe. In 2005 produceerde Wallem de TV show That '70s Show.